# Jean-Baptiste Barbé
Jean-Baptiste Barbé, Jan-Baptist Barbé ou Jan-Baptista Barbé, est un graveur, illustrateur, dessinateur et éditeur flamand né à Anvers en 1578. Élève de Philippe Galle, il devient maître de la guilde Saint-Luc d'Anvers en 1610. Il se rendit en Italie où il rencontra Pierre Paul Rubens. Il est mort à Anvers en 1649,.

## Biographie
Fils d’Antoine Barbé compositeur de musique et de Jeanne Ceels, Jean-Baptiste est né à Anvers en 1578 dans une famille ouverte aux arts. En 1595, il entre comme élève dans l’atelier du graveur Philippe Galle. Il reste sous sa direction pendant quinze ans. Il accède à la maîtrise de la guilde de Saint-Luc d'Anvers en 1610. Il voyage en Italie où il rencontre Rubens. Le 30 mars 1620, il épouse à Anvers Christina Wierix, fille de Jérôme Wierix, dont il eut plusieurs enfants. En 1627, il devient doyen de la guilde Saint-Luc d'Anvers. Il meurt à près de 70 ans et ses obsèques furent célébrés en l’église Notre-Dame d'Anvers le 12 février 1649.

## Œuvre
Jean-Baptiste Barbé a surtout gravé des sujets tirés de l’Ancien et du Nouveau Testament. Le Blanc qui a esquissé en 1854 le catalogue de son œuvre lui attribut 120 estampes dont certaines sont des illustrations.
Livres illustrés :
- Vida de San Ignacio de Loyola en imagenes publié en 1609 : 81 estampes dont certaines d'après des dessins de Pierre Paul Rubens[6],[7] (fig. 1) ;
- SS. apostolorum et evangelistarum icones cum suis parergis a Theodoro Van Lonto, delineatae publié vers 1620 : 21 planches gravées d'après des dessins de Theodoor van Loon (fig. 2).
- Theatrum Vitam, virtutes, miracula Rmi. P. Gabrielis Maria Ord. Minorum Reg. Obs. III. ... B. Joannæ de Francia P. Spiritualis, et cum ipsa Ord. Annuntiataru. Institutoris per XXIV scenas repræsentans ... Theatre Remonstrant en XXIV scenes la vie, vertus, et miracles du Rme. P. Gabriel Maria publié en 1642 à Anvers : 24 planches gravées d'après Abraham van Diepenbeeck (fig. 3).
- Vita, Passio, et Ressvrectio Iesv Christi varijs Iconibus a celeberrimo pictore Martino de Vos expresse, ab Adriano Collart nunc primum in aes incisis, publié pour la première fois à Anvers par Adriaen Collaert vers 1598 ; republié plusieurs fois jusqu'en 1783[8] : planches 6, 8 (fig. 4), 15, 28, 39, 43, etc.

## Style
Son style rappelle beaucoup celui des Wierix et des Galle.

## Galerie

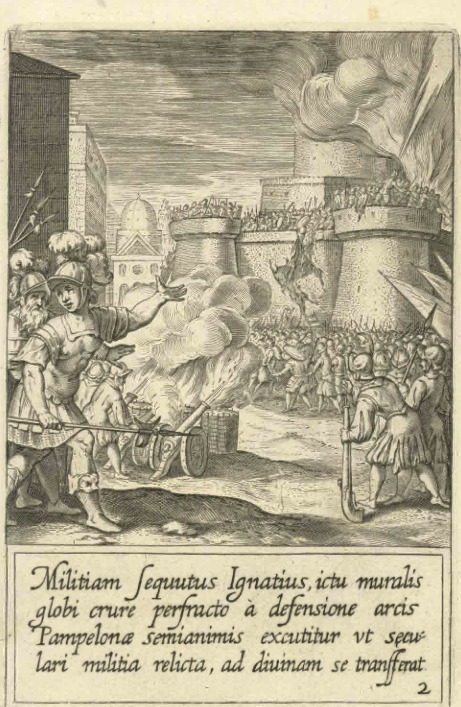
1 : Saint Ignatius soldat d'après Pierre Paul Rubens.
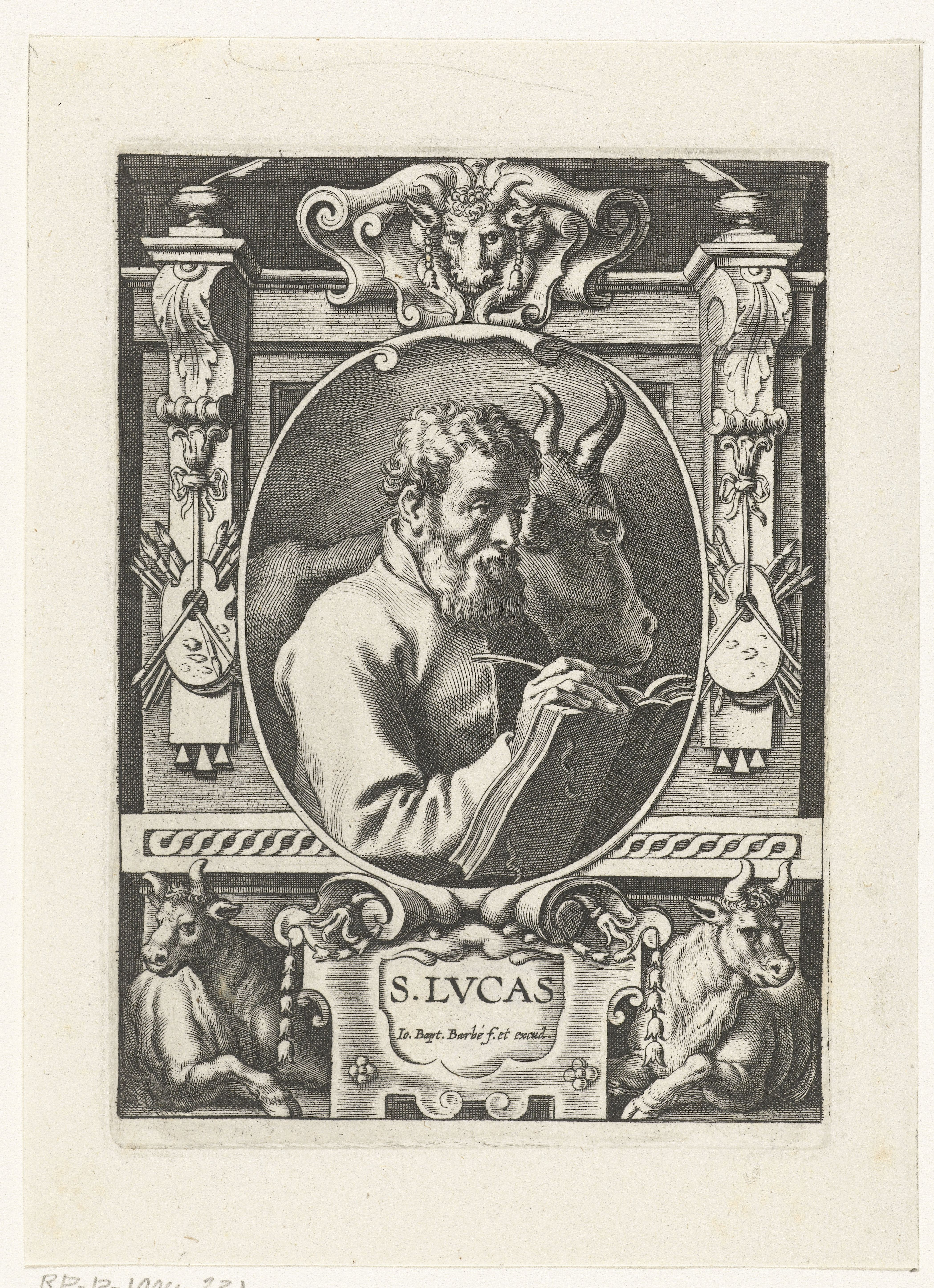
2 : Saint Luc d'après Theodoor van Loon.
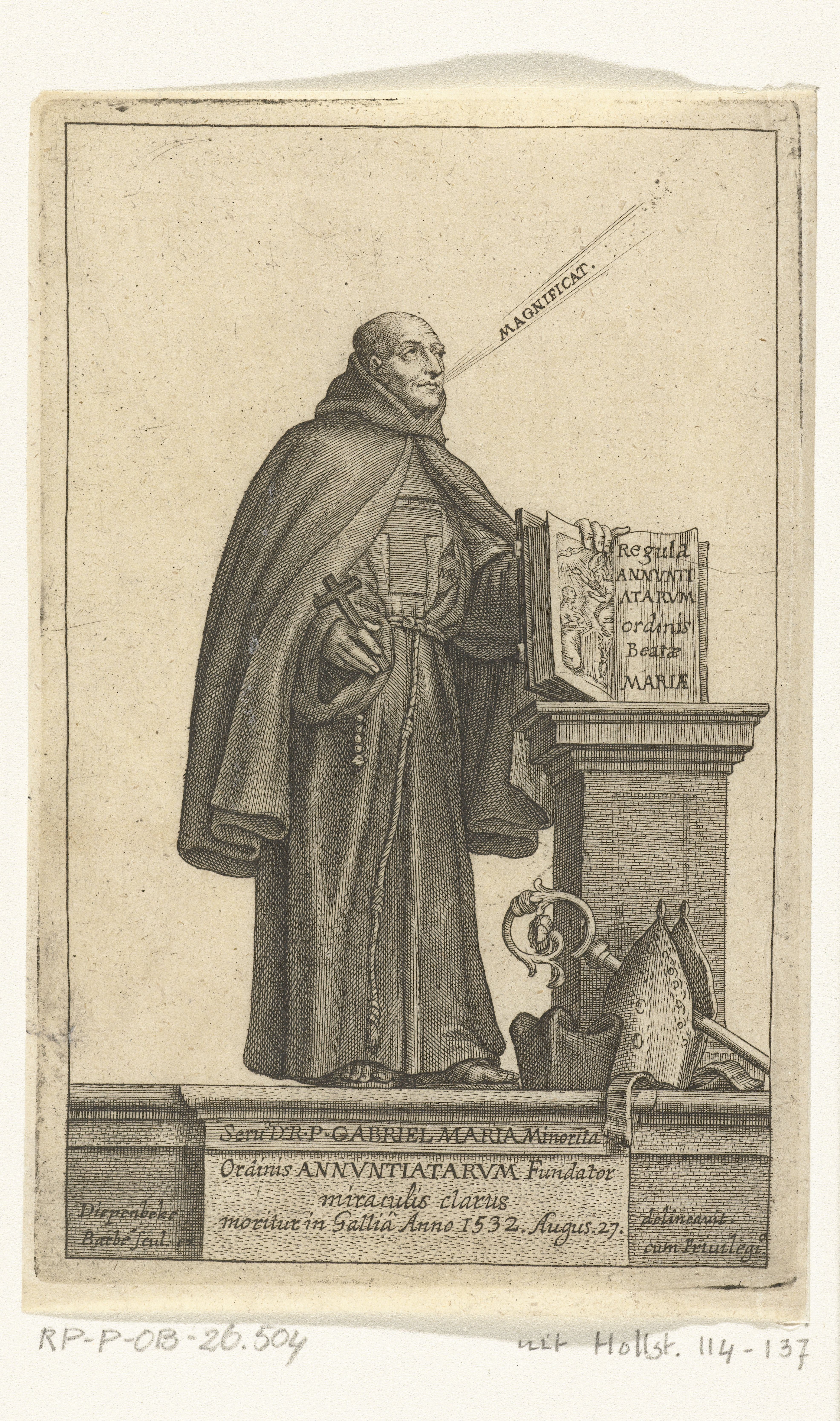
3 : Le Frère Franciscain Gabriel Maria célébrant la messe d'après Abraham van Diepenbeeck.
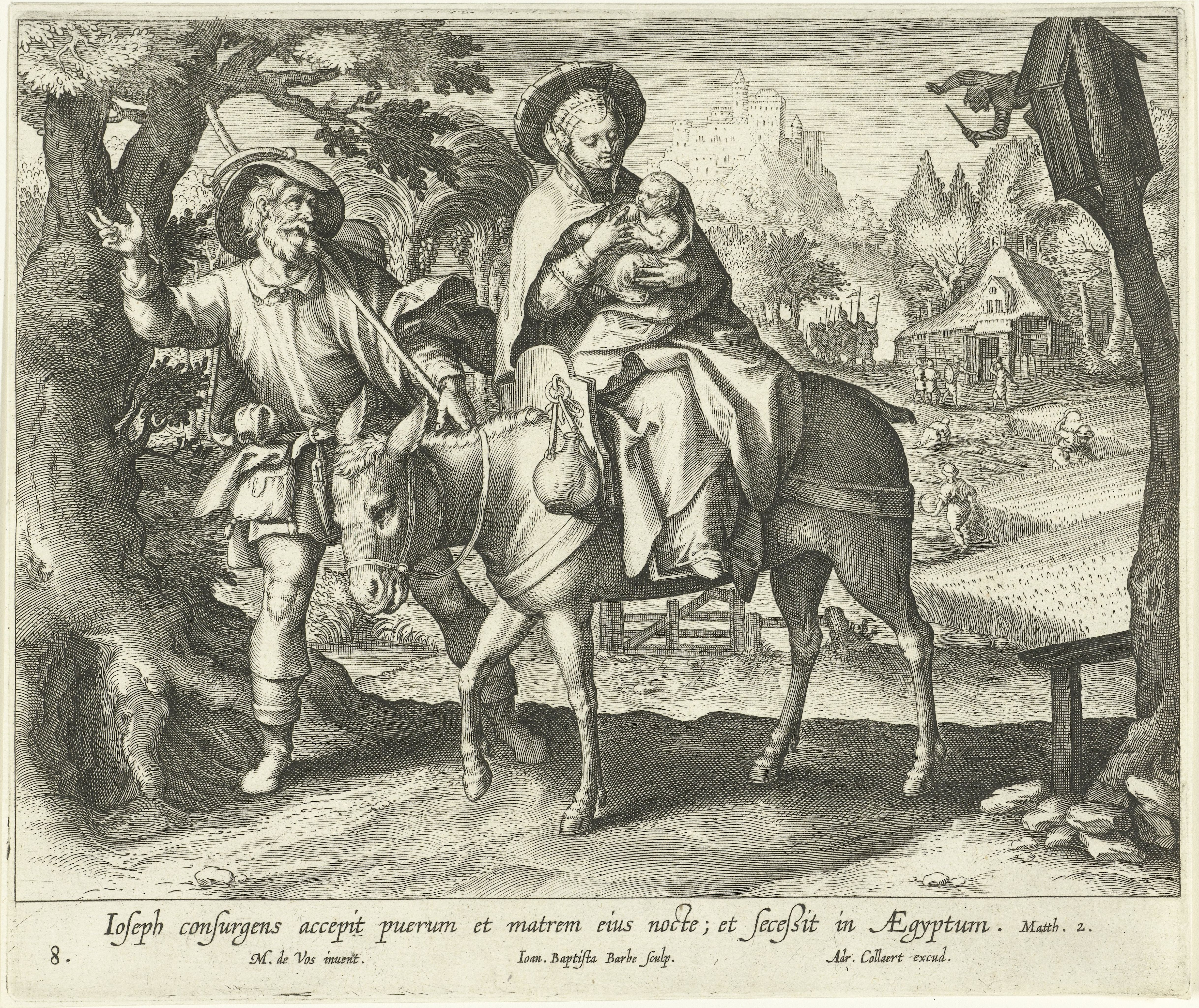
4 : Fuite en Égypte d'après Maarten de Vos.
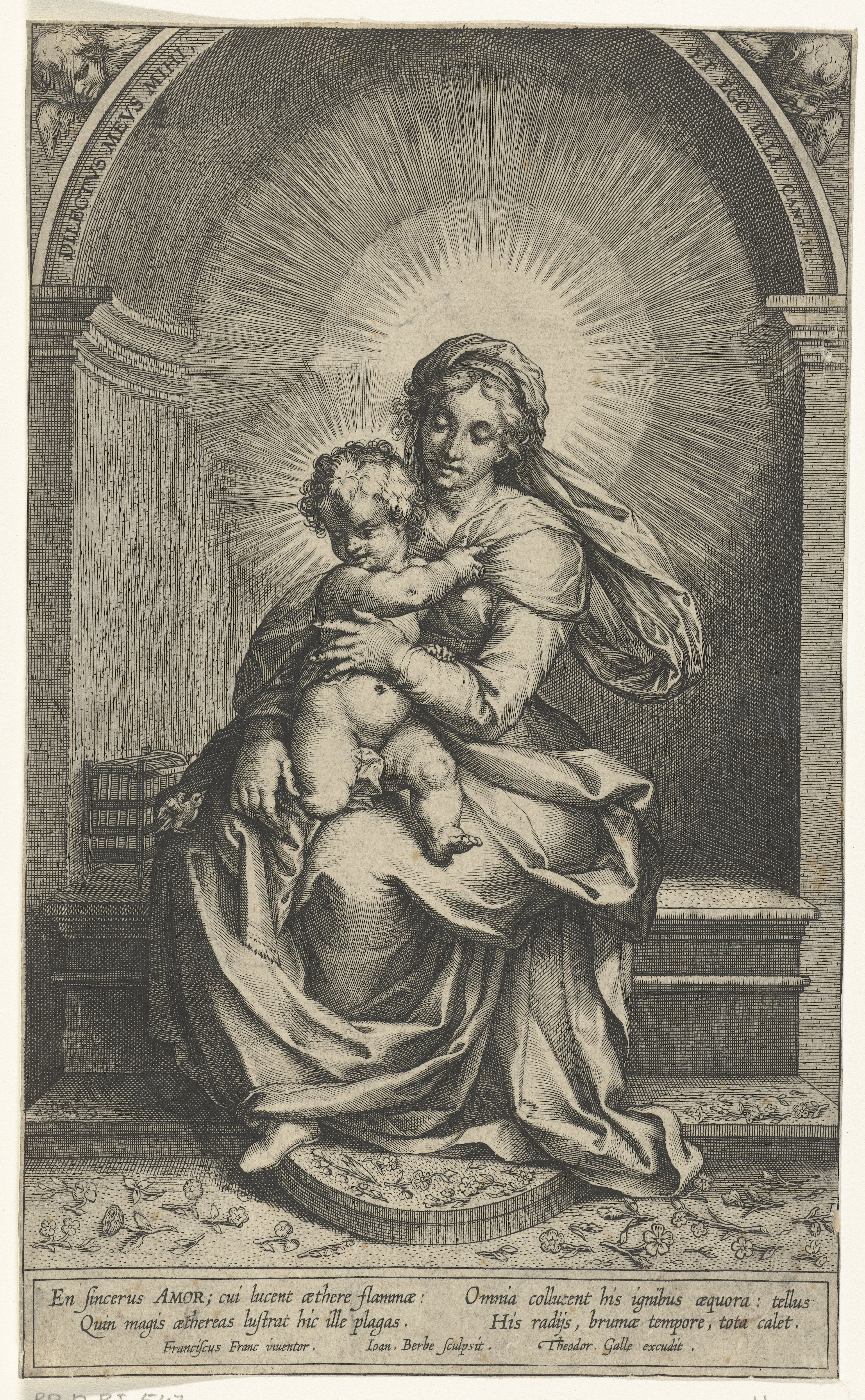
5 : Vierge en majesté avec Jésus et un oiseau d'après Frans Francken II.
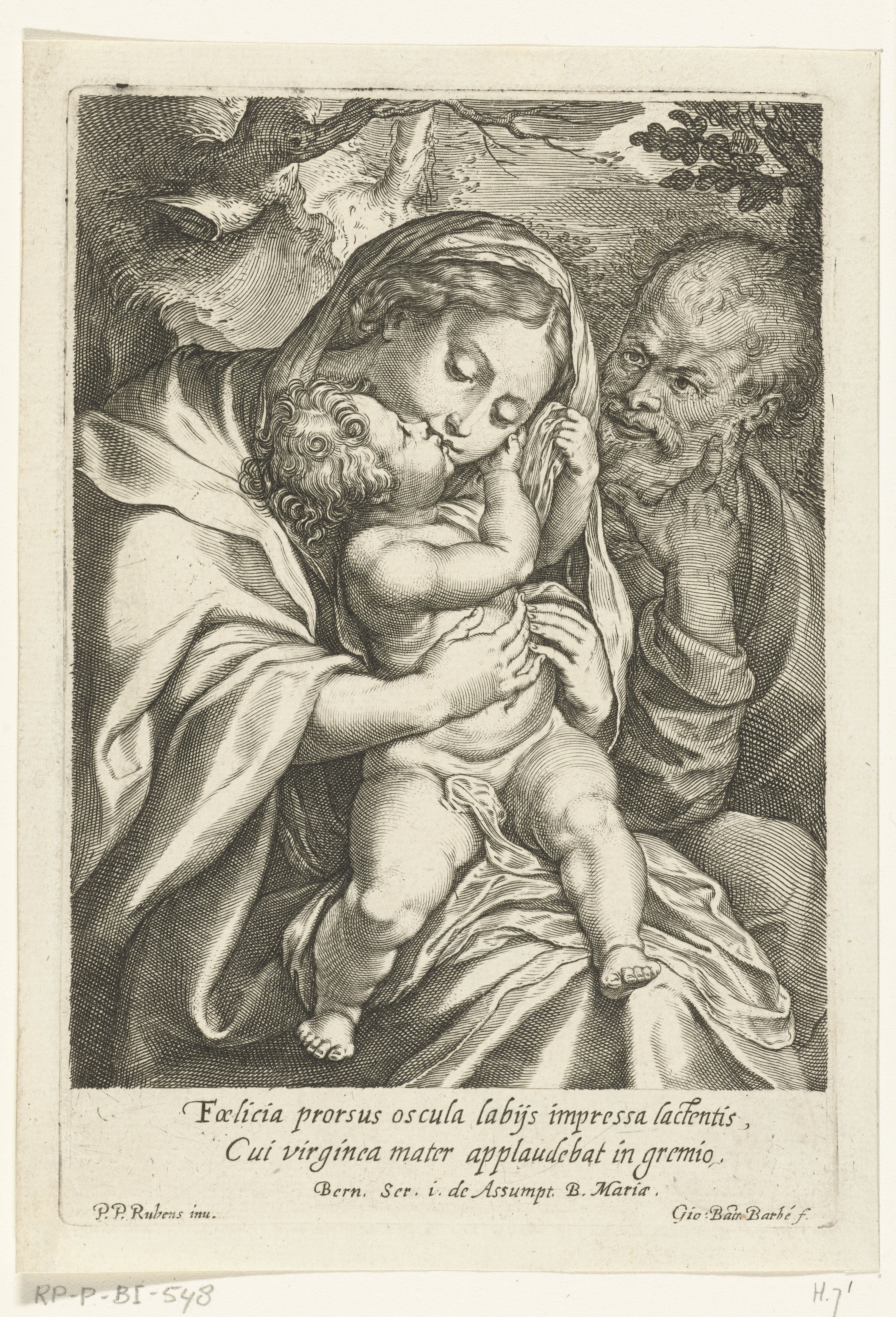
6 : La sainte Famille d'après Pierre Paul Rubens.